# 李蒿楠
李蒿楠（1981年8月1日—），中國男子短道速滑運動員，籍貫為吉林長春。

## 生涯
李蒿楠是中國其中一位受器重的短道速滑運動員，他於2003年的世界錦標賽合拍隋寶庫與李野等人取得男子5000米接力賽的季軍。其後在短道速滑世界杯的加拿大以及韓國分站兩度贏得接力賽的冠軍，另在的美國分站就得到一個的亞軍。
翌年的十運會中，李蒿楠分別在男子個人500米、5000米接力小項取得銀牌，另外的全能小項排名第5位。而在新一季的世界杯中，李蒿楠在韓國站中參與的男子個人500米奪冠，接力賽取得亞軍，並且於杭州站的接力賽得亞軍、500米殿軍，以及意大利站的接力賽亞軍。
及後，李蒿楠在都靈冬季奧運之中的男子5000米接力小項晉身決賽後以第5位完成比賽。之後的世界短道速滑團體錦標賽與李野、隋寶庫、崔亮和代替已退役的李佳軍的運動員王寶劍不敵主辦國加拿大，取得季軍，並於同年的短道速滑世锦赛中，先後取得男子5000米接力的亞軍，和個人500米小項中的亞軍，時間為以41.639秒。